# Соломатин, Егор Юрьевич
Егор Юрьевич Соломатин (род. 3 октября 1964, Москва) — российский политик, депутат Государственной думы 2-го, 3-го и 4-го созывов.

## Биография
В 1988 году закончил Московский энергетический институт по специальности «инженер-системотехник».
С 1988 по 1991 год — инженер-инструктор Всесоюзного межотраслевого научно-учебного центра по вычислительной технике и информатике.
С 1991 по 1995 год — директор АО «Евроинвест» (Москва). Работал председателем Совета директоров АО «Финансовый центр» (Москва).
С 1995 по 2007 депутат Государственной Думы II, III и IV созывов фракции ЛДПР. 
В настоящее время вице-президент Группы компаний «Синдика».

### Депутат госдумы
В 1995 году включен в федеральный список политической партии ЛДПР на выборах в Государственную думу 2 созыва (от Кемеровской области). Избран, вошел в состав комитета по обороне, потом ушел в комитет по геополитике, и, наконец, в комитет по бюджету, налогам, банкам и финансам. Был назначен заместителем председателя аппарата фракции ЛДПР в Государственной думе (занимал этот пост до 1996 года).
Баллотировался в Государственную думу 3 созыва от ЛДПР, занимал 5 место в предвыборном списке кандидатов, но был исключен из списка ЦИКом (сам список вскоре тоже был аннулирован). Тогда в срочном порядке был сформирован «Блок Жириновского», и Соломатин получил номер 3 в новом федсписке, как член РССМ, одной из двух политических организаций в блоке. Избран в Думу, вошел в комитет ГД по бюджету и налогам. Был первым заместителем руководителя фракции ЛДПР в Госдуме (оставался им до 2006 года).
В 2003 году баллотировался в Государственную думу 4 созыва от ЛДПР, номер 1 по Сибирской региональной группе списка. Избран депутатом.
Вошел в комитет ГД по конституционному законодательству и государственному строительству.
В 2006 году перешел во фракцию Справедливая Россия — «Родина» (народно-патриотический союз). По словам Жириновского, уход из фракции и из партии обусловлен тем, что Соломатин «хотел украсть деньги — 150 тыс. долл., когда его разоблачили — ушел».
В 2007 году баллотировался в депутаты Государственной думы 5 созыва по списку Справедливой России, номер 1 региональной группы № 11 (Республика Марий Эл), избран не был.